# Monsoma pulveratum
Monsoma pulveratum är en stekelart som först beskrevs av Anders Jahan Retzius 1783.  Monsoma pulveratum ingår i släktet Monsoma, och familjen bladsteklar. Arten är reproducerande i Sverige.